# Кононенко Марина Володимирівна
Кононенко Марина Володимирівна (псевдонім Ганна Кревська) — українська письменниця, поетка, журналістка, членкиня Національної спілки письменників України та Національної спілки журналістів України.

## Біографія
Ганна Кревська (Кононенко Марина Володимирівна) народилася 5 вересня 1979 р. в місто Лубни, Полтавської області.
1993 році відбувся літературний дебют на міськрайонному конкурсі "Березневі проліски", на якому стала лавреаткою.
1994 році закінчила 9 класів Лубенської середньої школи № 2.
1997 році закінчила Лубенське медичне училище (Лубенський медичний фаховий коледж).
З 1995-1998 роках – секретар літературно-мистецького клубу імені Василя Симоненка.
З 2004 року навчалася Національному педагогічному університеті імені Михайла Драгоманова, факультет дефектології.
2004 рік навчалася Київському національному університету  імені Тараса Шевченка, факультет журналістики. 
Має дві магістерські ступені: журналістики та дефектології.
3 2004-2023 рр. — журналістка обласного рекламно-інформаційного видання «Вісник».
З 2023 року. —бібліотекар Публічної бібліотеки імені Володимира Малика.
Членкиня Національної спілки журналістів України (2004), Національної спілки письменників України (2013),  Полтавської спілки літераторів, літературного об'єднання імені Олеся Дончанка та мистецького об'єднання "Сходи".
2006 році - учасниця Всеукраїнської нагороди молодих літераторів у Коктебелі.
Нагороджена грамотами Полтавської облдержадміністрації, Лубенської районної спілки ветеранів АТО, Лубенської міської ради.

## Премії
- 2001 — лауреатка першої районної премії імені Василя Симоненка.
- 2004 — II місце обласного конкурсу молодих поетів Полтавщини «Поетичні зорі-2004».
- 2005 — дипломантка Міжнародного конкурсу «Гранослов».
- 2006 — учасниця Всеукраїнської наради молодих літераторів.
- 2013 — членкиня Національної спілки письменників України.
- 2014 — лауреатка обласної премії ім. Котляревського.
- 2014 — лауреатка XV Загальнонаціонального конкурсу «Українська мова — мова єднання», номінація — «Мовне багатоголосся».
- 2018 — лауреатка премії імені Володимира Малика[7].
- 2018 — гран-прі IX Всеукраїнського еко-фестивалю «Лель»
- 2019 — лауреатка почесної відзнаки премії імені Василя Симоненка в галузі журналістики.
- 2020 — лауреатка обласної премії ім. Самійла Величка за відображення історичних подій у художній літературі, удостоєна медалі «Подвижник історії та культури України».
- 2020 — лауреатка обласного конкурсу «Краща книга Полтавщини» — краще прозаїчне видання.
- 2021 — лауреатка премії Полтавської обласної ради імені Панаса Мирного у номінації "Література, літературознавство" за книгу "Монастирські сливи".
- 2023 — лауреатка єпархіальної премії імені преподобного Паїсія Величковського у номінації "Література. Мистецтво. Наука" - за внесок у відродження історичної пам'яті українського народу, утвердження української ідентичності, популяризацію української мови[8].
- 2023—лауреатка Всеукраїнської літературної премії імені Василя Симоненка у номінації "За кращий художній твір", книга прози "Прядиво роду"[9].

## Творчість
- Наше річище:тисячолітні береги.Нариси краю. - Лубни: Комунальне видавництво "Лубни", 2024. - 340 с.—ISBN 978-617-8193-05-8.
- Кульбабова стежка: історичний роман у новелах. - Лубни: Комунальне видавництво "Лубни", 2023. - 236 с.—ISBN 978-966-7919-82-5.
- Прядиво роду: повість, історичні оповідання. — Лубни: Комунальне видавництво "Лубни", 2021. — 436 с. — ISBN 978-966-7919-78-8.
- Монастирські сливи: історичний роман. — Лубни: Комунальне видавництво "Лубни", 2020. — 239 с. — ISBN 978-966-7919-76-4.
- Ситцеве щастя: історичні оповідання, повість / Г. Кревська. — Лубни: Інтер Парк 2019. — 208 с.
- Імена Снігу: зимова книга поезій / Г. В. Кревська. — Харків, 2018. — 100 с.
- Під корою: поезія / Г.Кревська. — Полтава: Дивосвіт, 2012. — 64 с. — ISBN 978-617-633-024-0.
- Коли опадають вітри: вірші / М. Назаренко (М. Кононенко) ; худ. В. Лапушкін. — Полтава, 1997. — 80

## Збірники
- «Сповідь юних сердець» (Миргород, 1999),
- «Відлуння Василевого Різдва» (Полтава, 2004),
- «Поетичні зорі - 2004» (Полтава, 2005),
- «Віршограй» (Миргород, 2005),
- «Україна — моя батьківщина» (Київ, 2006),
- Антологія поезії Полтавщини ХХ ст. «Калинове гроно» (Полтава, 2005 та 2010),
- «Дзвінке перо Посулля» (Лубни, 2008),
- «Історії обпалені війною» — (Полтава, «Дивосвіт», 2012),
- «Вишнева повінь» (Полтава, 2012),
- «Лубенський ужинок» (Миргород, 2013),
- «Вогонь Тарасового слова» (Миргород, 2014),
- «Народ мій завжди буде!» (Полтава, 2014)
- «Молюсь за тебе, Україно» (Полтава, 2016),
- "Поезія без укрития" (Кам'янець-Подільський, 2022).

## Друкувалася в альманахах
«Криниця», «Бахмутський шлях», «Гранослов-2005», «Зорі над морем-2006», «Острови» — 2007 та 2010 рр. та ін.
У місцевій та обласній пресі, зокрема, газетах: «Поклик», «Ріднокрай», «Зоря Полтавщини», «Лубенщина», «Ліра», «Хорольські вісті», Село Полтавщини.

## Інтернет ресурси
- Ганна Кревська (Марина Кононенко) -
- Літоб'єднання імені Олеся Донченка "Ліра" -
- Ганна Кревська - книги та біографія -
- Ганна Кревська (1979)
- Кульбабові стежки Ганни Кревської
- Вийшла в світ нова книга письменниці з Лубен Ганни Кревської
- «Не втратити свою стежку в майбутньому». Онлайн-зустріч з Ганною Кревською
- У Лубнах презентували книгу Ганни Кревської «Кульбабова стежка»
- Краще прозаїчне видання II місце
- Поетичний зорепад «З любов’ю до України»
- «Книга про тих, хто завжди залишається людьми»: Ганна Кревська у Полтаві презентувала збірку оповідань
- Полтавські поети про буремне сьогодення